# Suriya Jungrungreangkit
Suriya Jungrungreangkit. (en tailandés: สุริยะ จึงรุ่งเรืองกิจ). (Bangkok, 10 de diciembre de 1954). Político de Tailandia, miembro del partido político Thai Rak Thai. Fue Ministro de Transportes desde 2002 así como Ministro de Industria hasta el golpe de Estado del 19 de diciembre de 2006.
Estudió en la Universidad de California, en Berkeley, donde recibió el título de Bachelor en Ciencias e Ingeniería en 1978. Después de trabajar en diversas empresas automovilísticas en su país, fue nombrado miembro del Gobierno el 3 de octubre de 2002.
- Datos: Q4918594
- Multimedia: Suriya Juangroongruangkit / Q4918594